# 扈湘
扈湘（1462年—？），字孔殷，四川敘州府富順縣人，軍籍，明朝政治人物。

## 生平
四川鄉試第六十一名舉人，弘治九年（1496年）丙辰科三甲第一百六十二名進士。授戶部主事。

## 家族
曾祖扈應魁；祖父扈永泰；父扈節，母傅氏。